# Karîjîn, Vinkivți
Karîjîn (în ucraineană Карижин) este un sat în așezarea urbană Vinkivți din regiunea Hmelnîțkîi, Ucraina.

## Demografie
Componența lingvistică a localității Karîjîn
     Ucraineană (98,49%)
     Rusă (1,34%)
Conform recensământului din 2001, majoritatea populației localității Karîjîn era vorbitoare de ucraineană (98,49%), existând în minoritate și vorbitori de rusă (1,34%).